# 晋城街道 (西充县)
晋城街道，原为金泉乡，是中华人民共和国四川省南充市西充县下辖的一个乡镇级行政单位。2019年10月，撤销金泉乡，以原金泉乡的行政区域为晋城街道的行政区域。

## 行政区划
晋城街道下辖以下地区：
大神庙村、靛堂子村、源洪庙村、双桥子村、慈花寺村、黑山垭村、百鹤铺村、庞家庙村、斯家店村、白林山村、石头垭村、板凳垭村和牛王庙村。